# Дженелли, Бонавентура
Бонавентура Дженелли (нем. Bonaventura Genelli; 8 сентября 1798, Берлин — 13 ноября 1868, Веймар) — немецкий живописец и график: рисовальщик и акварелист итальянского происхождения.

## Биография
Бонавентура Дженелли был старшим из четырёх сыновей живописца-пейзажиста Януса Дженелли. Первым учителем рисования был отец, с 1814 года юноша посещал Берлинскую академию искусств. Большое влияние на творчество молодого Дженелли оказал его дядя, знаменитый архитектор Ханс Кристиан Дженелли. Бонавентура увлекался жанром портрета, а также создавал рисунки на античные и мифологические сюжеты. В 1822—1832 годах художник проживал и работал в Риме, где также изучал искусство итальянского Возрождения. Поддерживал творческие отношения с другими, жившими в Риме немецкими художниками — Августом Альборном,  Йозефом А. Кохом и Асмусом Я. Карстенсом; работы последнего были для Бонавентуры объектом подражания. Масляной живописью художник практически не занимался.

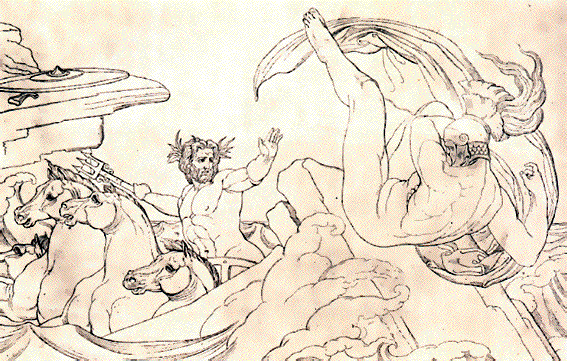
Посейдон убивает Аякса Оилида

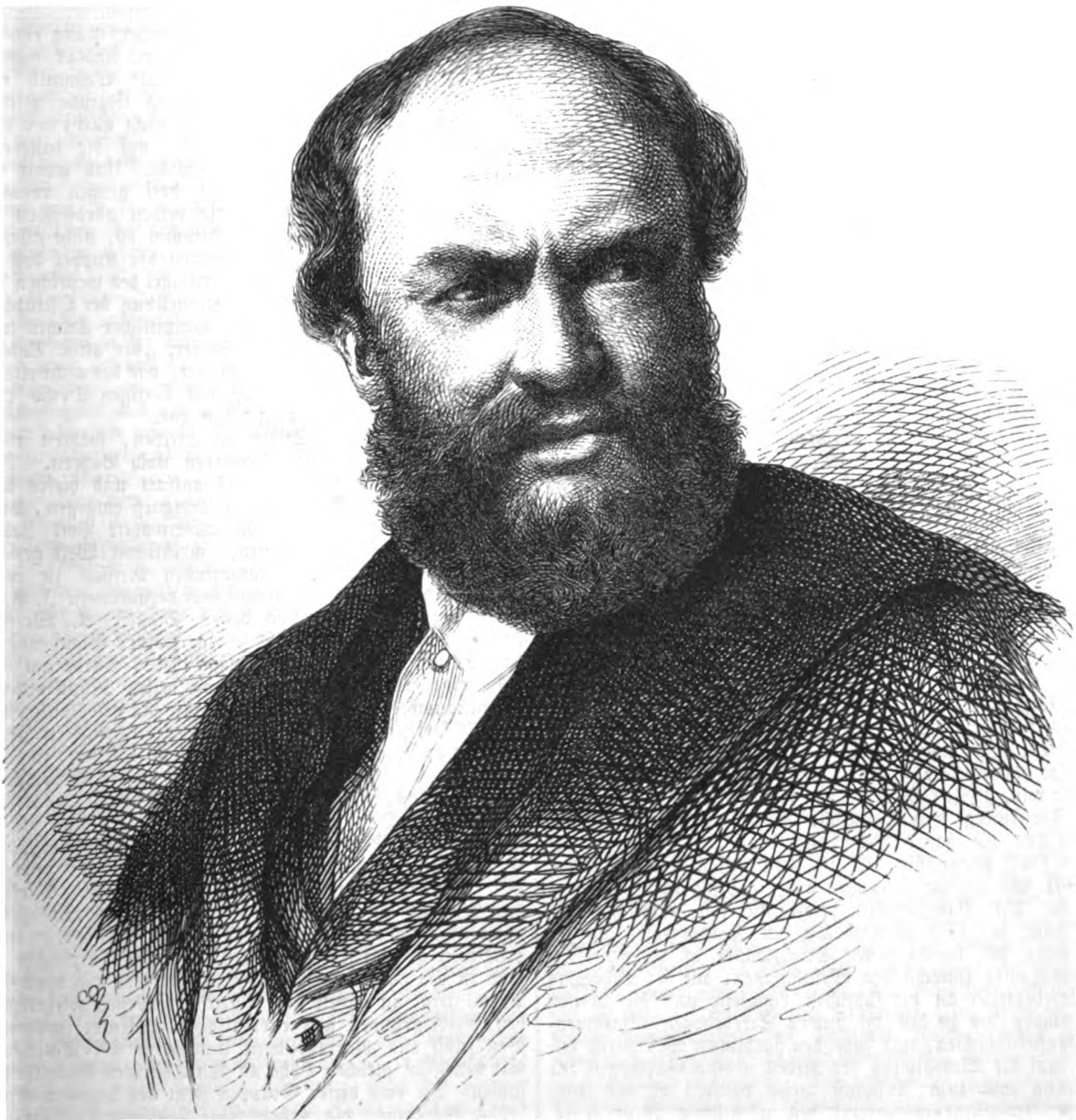
Бонавентура Дженелли на гравюре Адольфа Ноймана

В 1831 году Дженелли возвратился в Германию, в Лейпциг, где взялся за выполнение заказа на фресковую роспись по античным сюжетам, однако не довёл эту работу до конца. В 1836 году он переехал в Мюнхен, и с этого времени постоянно жил в столице Баварии. Художник по-прежнему отдавал предпочтение графике, рисовал пером и писал акварели, которые распродавались с трудом. В 1859 году Б. Дженелли получил приглашение на работу от великого герцога Карла Александра Саксен-Веймар-Эйзенахского и уехал в Веймар. После переезда в Веймар художник работал преимущественно над выполнением заказов писателя, графа Адольфа Фридриха фон Шака.
За двадцать пять лет работы в Мюнхене Дженелли создал несколько циклов рисунков — 48 листов иллюстраций к произведениям Гомера, 36 листов — к Божественной комедии Данте; 10 листов составляют цикл «Жизнь ведьмы», 24 листа — цикл «Жизнь художника». Также многочисленны и отдельные листы, из которых только в Венской академии изобразительных искусств находится 284.

## Избранные произведения
- Воспитание Ахилла Хироном
- Орфей в подземном царстве
- Прометей
- Дедал делает крылья для Икара
- Похищение Европы, (1860)
- Геракл, поющий перед Омфалой
- Ангел возвещает Аврааму о скором рождении Исаака, (1862)
- Ликург, загнанный до смерти вакханками, (1863)
- Видение Иезекииля, (1864)
- Вакх среди муз, (1868)